# Parabombylius
Parabombylius is een vliegengeslacht uit de familie van de wolzwevers (Bombyliidae).

## Soorten
- P. arizonicus Hall and Evenhuis, 1981
- P. coquilletti (Williston, 1899)
- P. fulvus Hall and Evenhuis, 1981
- P. hesychastes Hall and Evenhuis, 1981
- P. iphiculus Hall and Evenhuis, 1981
- P. maculosus Painter, 1926
- P. nephthys Hall and Evenhuis, 1981
- P. nigrofemoratus Painter, 1940
- P. pulcher Painter, 1926
- P. pyrrhothrix Hall and Evenhuis, 1981
- P. rutilous Hall, 1975
- P. septentrionalis Hall and Evenhuis, 1981
- P. subflavus Painter, 1926
- P. syndesmus (Coquillett, 1894)
- P. vittatus Painter, 1926